# Banchiză

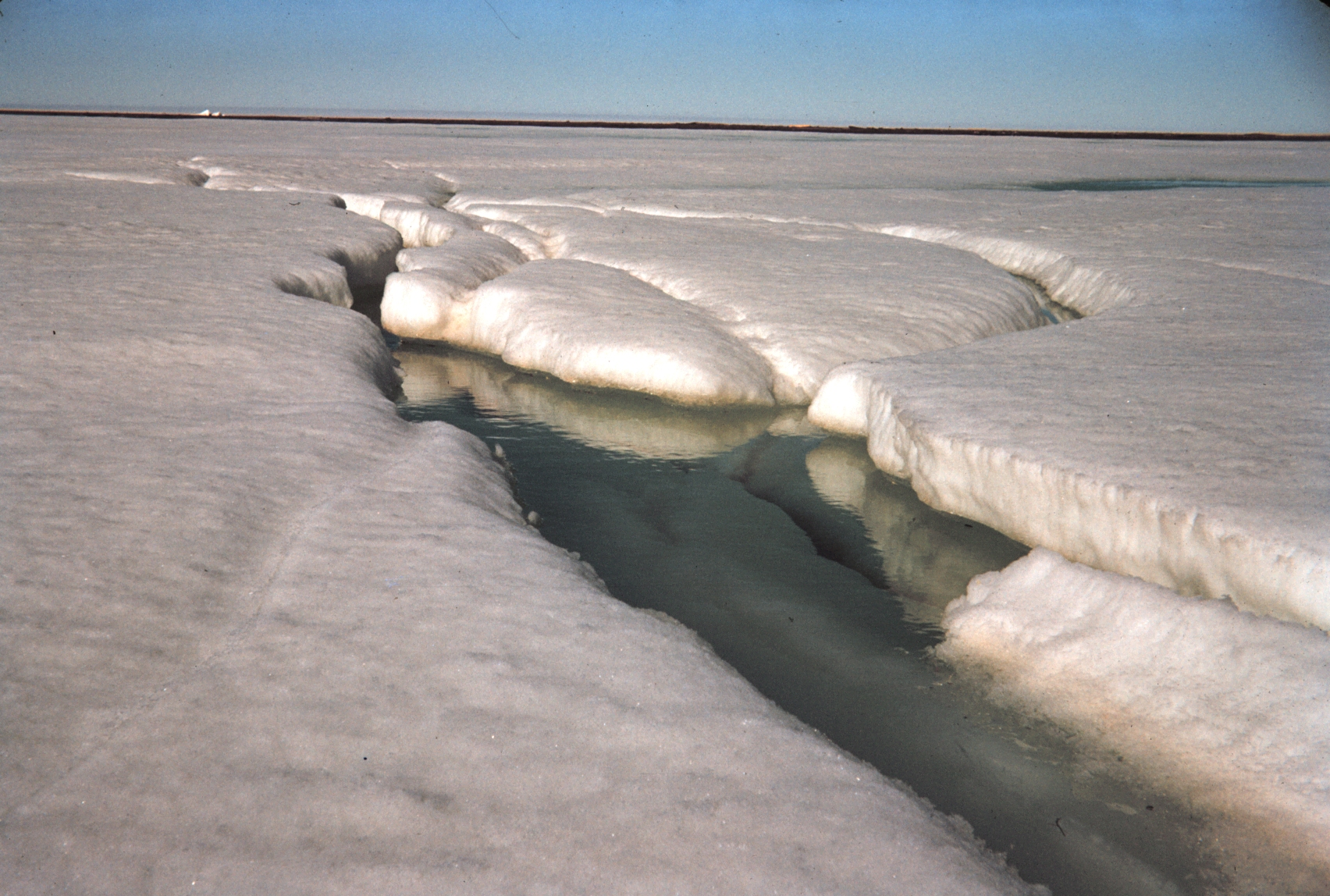
Fractură în banchiză

Banchiza este un strat plutitor de gheață care se formează în regiunile oceanice polare. Are o grosime de aproximativ un metru, când se reînnoiește anual și între 4-5 metri, când este persistentă, cum este cazul banchizei din regiunea arctică cea mai apropiată de Polul Nord. În cazuri excepționale, banchiza poate ajunge la o grosime de 20 de metri. Foarte frecvent este constituită din blocuri de gheață fracturate și care se sudează din nou. 

## Etimologie
Cuvântul a pătruns în română pe filieră franceză (cf. banquise)  la rândul său relaționat cu termenul danez pakis, provenit dintr-un vechi nordic pakki, cu semnificatul de pachet și iss care înseamnă gheață.

## Formare

Variaţia anuală a suprafeţei banchizei (indicată cu alb)

Cauza principală a formării banchizei este înghețarea suprafeței marine, dar mai pot contribui și precipitațiile sub formă de zăpadă care, în orice caz, sunt nesemnificative în zonele polare datorită presiunii ridicate cauzate de vortexul polar. Apa mării îngheață doar la suprafață pentru că cea din profunzime nu ajunge să se răcească suficient. Pentru ca solidificarea apei să se producă, temperatura trebuie să scadă până la -1,8 °C, datorită scăderii crioscopice (scăderea punctului de solidificare), caracteristică apei saline. În faza inițială, se formează mici cristale lenticulare de apă pură (în engleză pancake ice), care, treptat, se unesc. În ultimă instanță, banchiza este formată dintr-un conglomerat de gheață și o soluție concentrată de saramură care umple interstițiile formate între blocurile de gheață fuzionate, în care trăiesc alge și bacterii adaptate acestui mediu hipersalin.

## Cele două banchize
Există două banchize: una care acoperă Oceanul Arctic și o alta, de jur împrejurul continentului Antarctica:
- Banchiza antarctică dispare în cea mai mare parte în timpul verii australe și se formează din nou iarna, ajungând să aibă o suprafață echivalentă continentului însuși. În luna septembrie ocupă o suprafață de 18,8 milioane de km², pe când în martie se reduce la doar 2,6 milioane de km².

- Banchiza arctică are caracteristica de a fi permanentă, topindu-se în fiecare an în regiunile cele mai apropiate de zonele de coastă ale continentelor Eurasia și America, perioadă de timp folosită pentru circumnavigarea Oceanului Arctic. În martie atinge 15 milioane de km² iar în septembrie se reduce la 6,5 milioane de km².

În ultimele decenii s-a observat o preocupantă tendință de pierdere a suprafeței, în ce privește banchiza arctică, fapt interpretat ca o consecință a încălzirii globale. Se estimează că, în scurtă vreme, banchiza arctică se va topi complet pe timpul verii. 

## Articole pe teme montane și de glaciologie
- Aisberg
- Alpii înalți
- Antarctica
- Arctica
- Ablație (fenomen)
- Balanța masei unui ghețar
- Banchiză
- Calotă glaciară
- Calotă polară
- Climatul calotelor polare
- Circ glaciar
- Circuitul apei în natură
- Coastă
- Colină
- Criosferă
- Deal
- Ecoton
- Efectul de trecere
- Efectul Massenerhebung
- Gheață
- Ghețar
- Geofizică
- Ingineria mediului
- Glaciologie
- Încălzirea globală
- Înzăpezire
- Lac glaciar
- Linia arborilor
- Linia ghețarilor
- Linia înghețului
- Linia de îngheț (astrofizică)
- Linia zăpezii
- Listă de țări în care ninge
- Listă de lacuri din România
- Munte
- Morenă
- Nivologie
- Sculptura în gheață
- Spărgător de gheață
- Tundră
- Tundră alpină
- Versant
- Zăpadă
- Zonă de ablație
- Zonă de acumulare

## Galerie de imagini

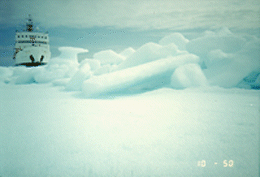
Un spărgător de gheață navigând prin banchiză.
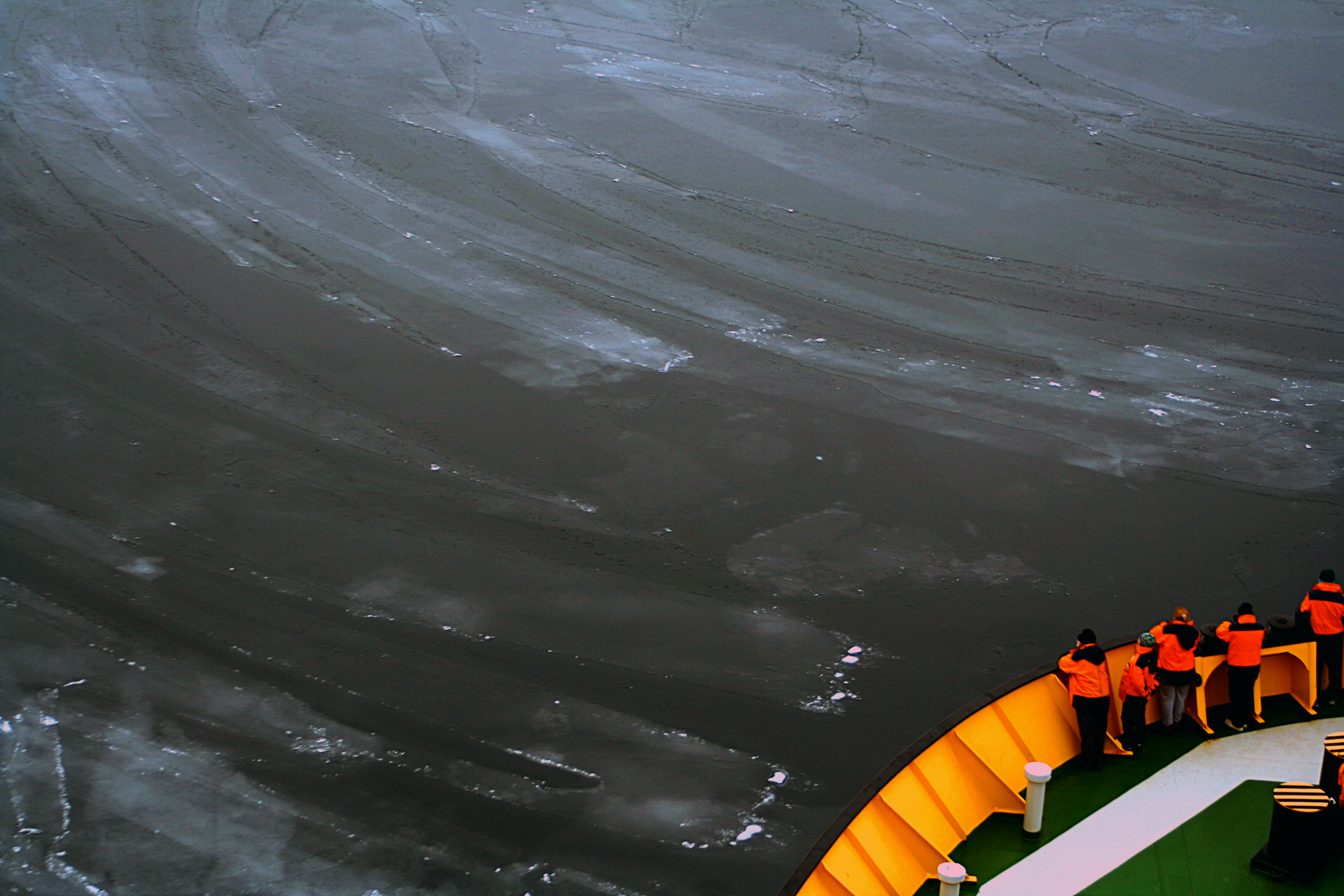
Gheață în Oceanul Arctic.
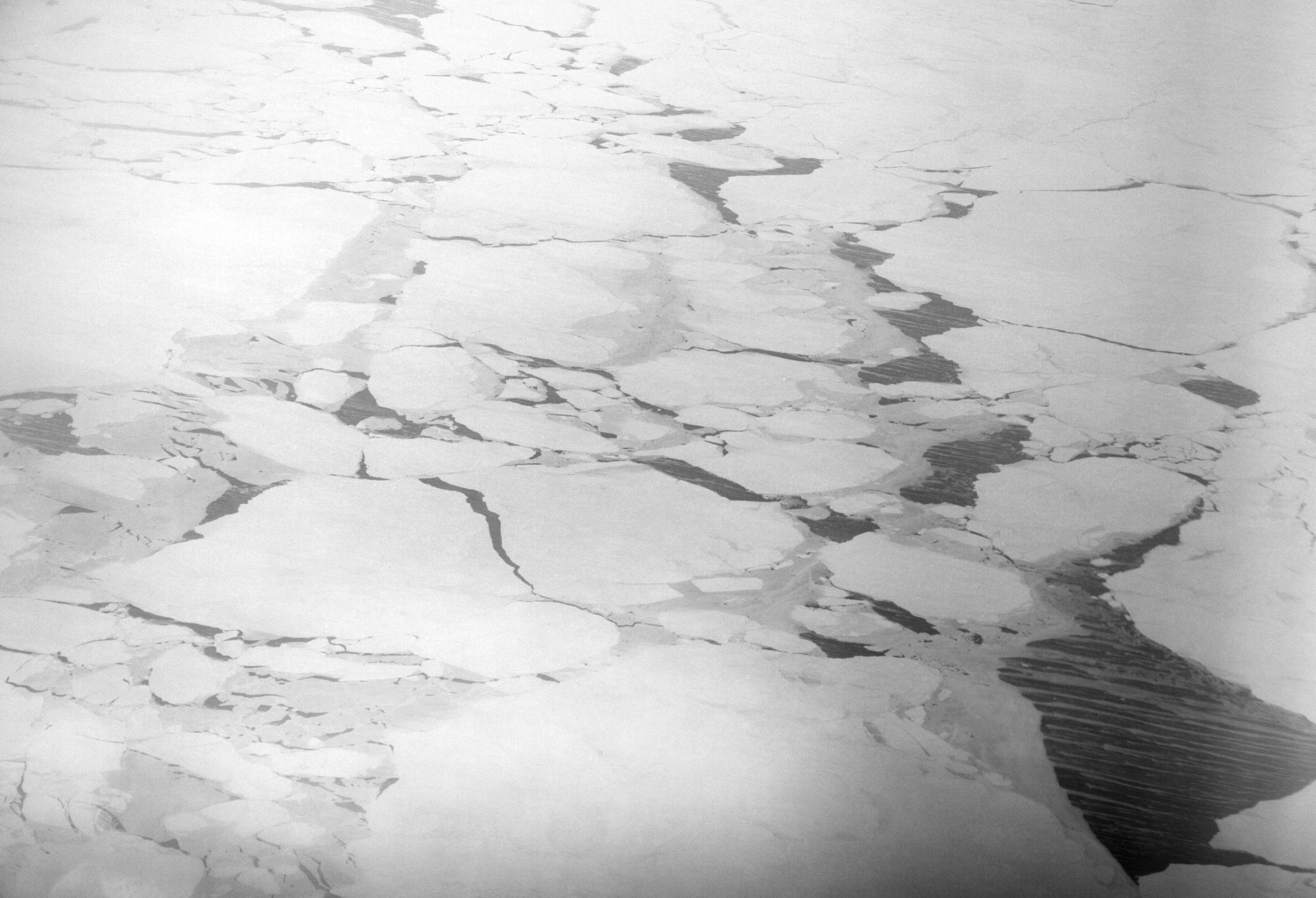
În Oceanul Arctic de Nord.
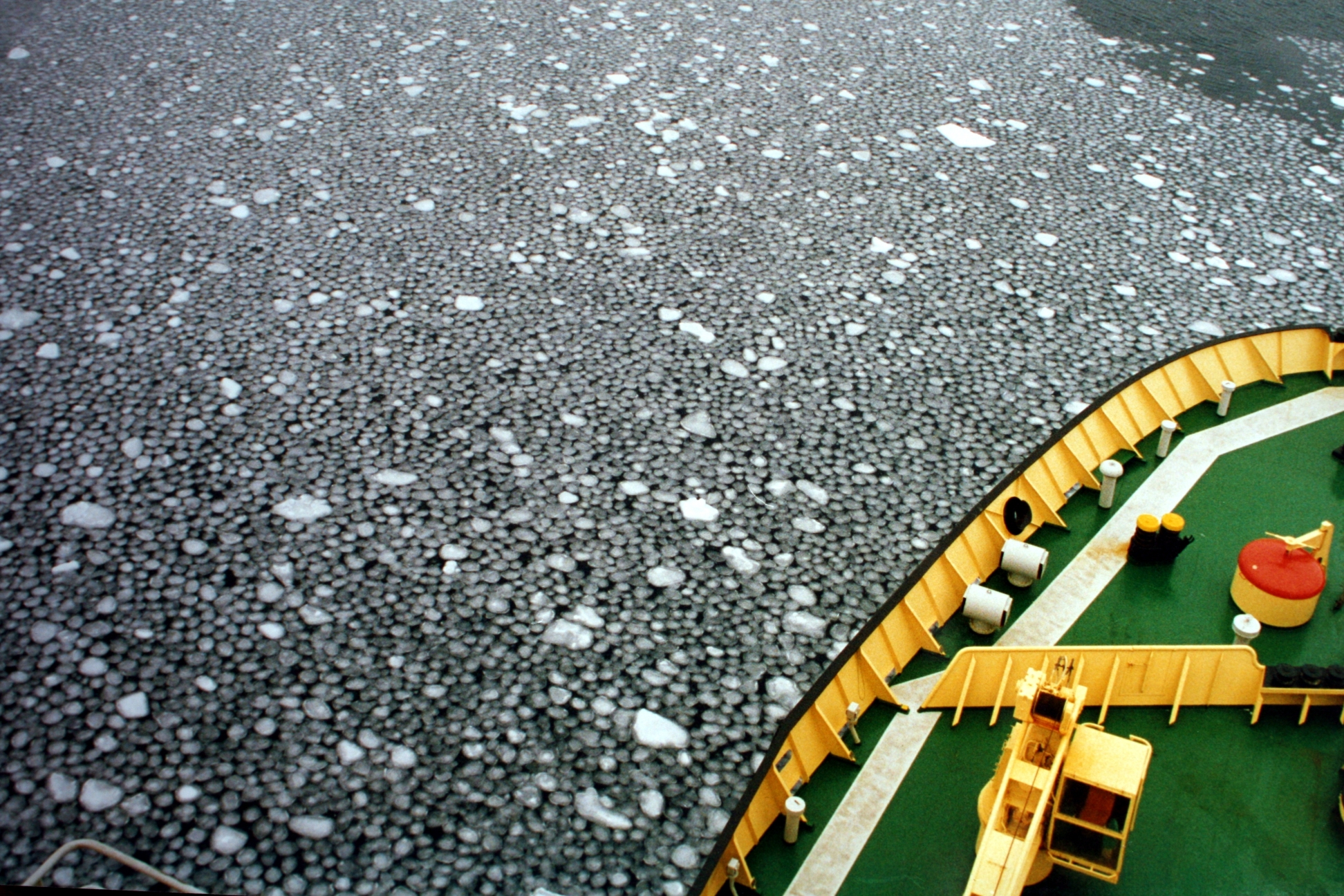
Gheață lenticulară în Marea Ross.
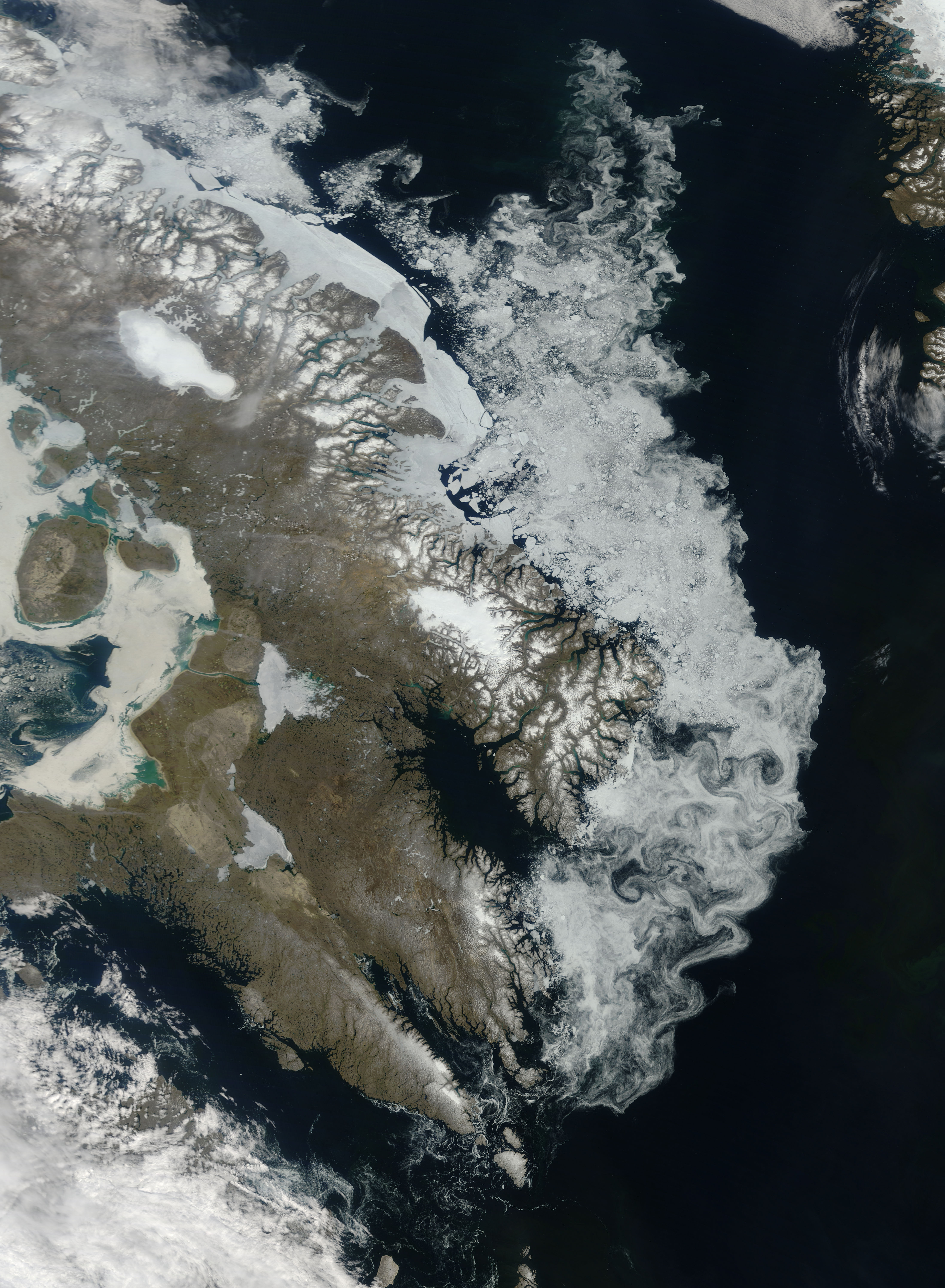
Banchiză în apropierea insulei Baffin.